# بينتون فليتشير
بينتون فليتشير (بالإنجليزية: Benton Fletcher)‏ هو عالم آثار جنوب أفريقي، ولد في 1866، وتوفي في 1944.